# Samsung Ativ
Samsung Ativ (cách điệu: ATIV) là thương hiệu được sử dụng cho thiết bị máy tính cá nhân và di động sản xuất bởi Samsung Electronics chạy hệ điều hành Windows 8, Windows RT, và Windows Phone 8. Thuật ngữ "Ativ" là sự đảo ngược của từ "vita", nghĩa là "cuộc sống".
Thương hiệu ban đầu được sử dụng cho máy tính bảng và điện thoại thông minh chạy Windows 8 và Windows Phone 8 của Samsung; vào tháng 4 năm 2013, Samsung công bố sẽ mở rộng tên thương hiệu cho tất cả sản phẩm PC tương lai (bao gồm máy tính xách tay thông thường và máy tính bàn; chẳng hạn như Ativ Book 5 và Ativ Book 6 mới được giới thiệu), và tái thương hiệu cho một số dòng sản phẩm đã tồn tại và sản phẩm dưới tên Ativ, bao gồm "Ativ Book" (đối với máy tính xách tay), và "Ativ One" (đối với máy tính tất cả trong một).

## Điện thoại thông minh
- Samsung Ativ S
- Samsung Ativ Odyssey

## Máy tính bảng
- Samsung Ativ Tab (Windows RT)

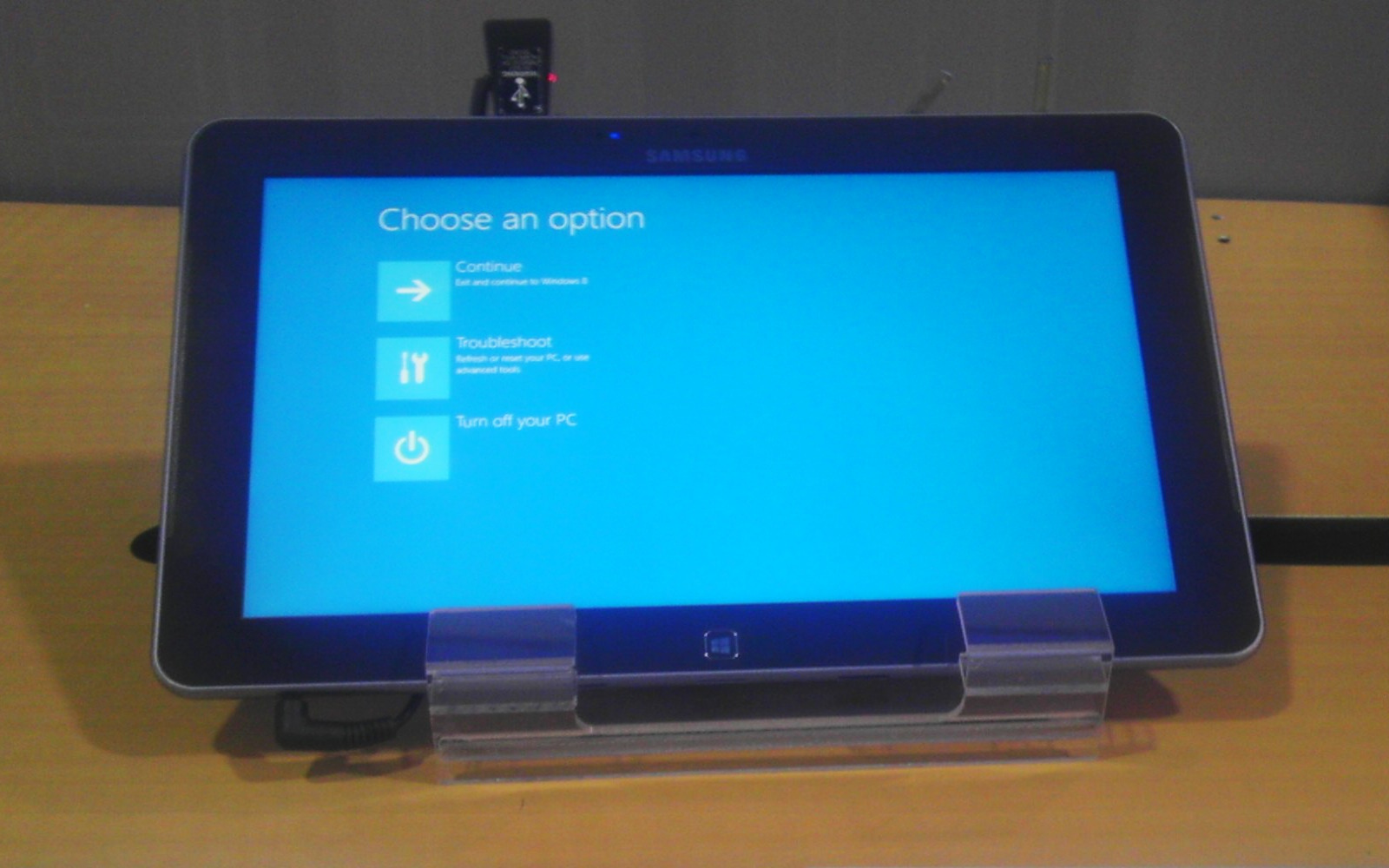
11.6 inch RT tablet

- Samsung Ativ Tab 5 (Smart PC) (Windows 8)
- Samsung Ativ Tab 7 (Smart PC Pro) (Windows 8)
- Samsung Ativ Tab 3 (Windows 8)
- Samsung Ativ Q (Windows 8 và Android 4.2.2 Jellybean)

## Máy tính cá nhân

### Máy tính xách tay
- Samsung Ativ Book 2
- Samsung Ativ Book 4 370
- Samsung Ativ Book 4 510
- Samsung Ativ Book 5
- Samsung Ativ Book 6
- Samsung Ativ Book 7
- Samsung Ativ Book 8

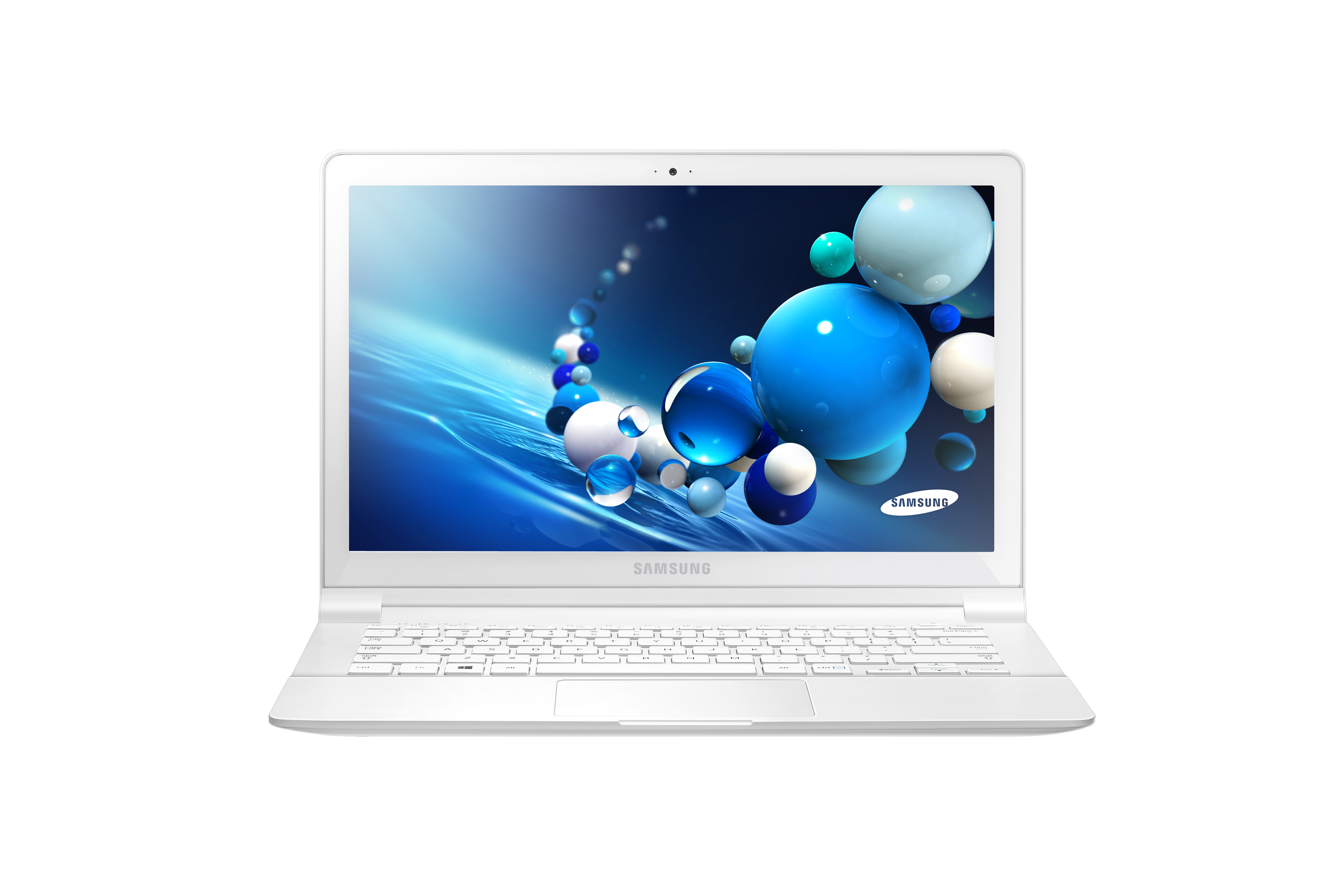
Samsung ATIV Book 9 Lite

- Samsung Ativ Book 9 Plus (Đen) (Windows 8)
- Samsung Ativ Book 9 Lite (Trắng) (Windows 8/RT/8 Pro)

### Máy tính bàn
- Samsung Ativ One 3
- Samsung Ativ One 5
- Samsung Ativ One 7